# Emperador de los serbios
Entre 1346 y 1371, el monarca serbio portó el título de zar de los serbios y griegos (serbio: цар Срба и Грка), o basileus [emperador] y autocrátor de Serbia y Romania [tierra de los romanos] (en griego: βασιλεὺς καὶ αὐτοκράτωρ Σερβίας καὶ Ῥωμανίας). El Imperio serbio fue gobernado únicamente por dos monarcas; Esteban Dušan (1346-1355) y Esteban Uroš V (1355-1371).
El 16 de abril de 1346, Esteban Dušan fue coronado en Skopie en una asamblea a la que asistieron el recién ordenado primer patriarca serbio, el patriarca de Bulgaria y el arzobispo de Ohrid. Su título imperial fue reconocido por Bulgaria y otros varios vecinos y socios comerciales, pero no por el Imperio bizantino. El Monte Athos se dirigió a él como emperador, aunque más bien como emperador de los serbios que emperador de los serbios y griegos. En las cartas serbias, se utilizan términos étnicos – «emperador de los serbios y romanos» (цар Срба и Грка). Cuando Dušan murió en 1355, su hijo Esteban Uroš V le sucedió. El tío de Uroš V, Simeón Uroš, reclamó el título de emperador en rivalidad, y continuó bajo su hijo Juan Uroš. Con la extinción de la línea principal de la dinastía Nemanjić con la muerte sin herederos de Esteban Uroš V en 1371, el título imperial llegó a ser obsoleto. La caída del Imperio serbio vio la fragmentación del Estado en provincias gobernadas por magnates, que poseían diversos títulos, excepto el imperial. En 1527, un comandante renegado serbo-húngaro, Jovan Nenad, se hacía llamar emperador.